# David Roentgen

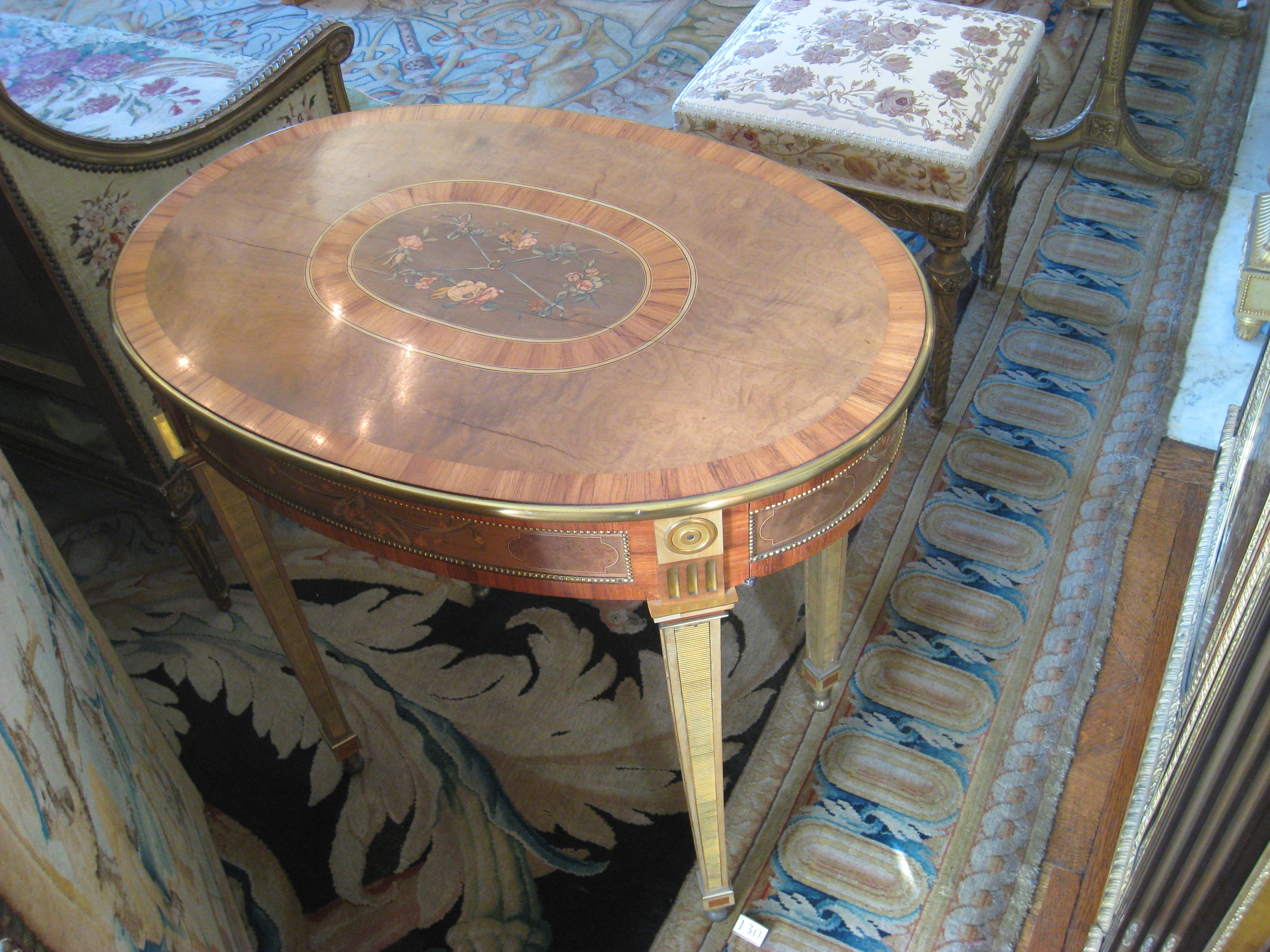
Tavolino di David Roentgen, circa 1780-1790.

David Roentgen, nel XVIII secolo spesso noto come David De Lunéville, (Herrnhaag, 1743 – Wiesbaden, 12 febbraio 1807), è stato un ebanista tedesco, famoso in tutta Europa per gli intarsi e i cassetti segreti che realizzava nei suoi mobili. Il suo lavoro abbraccia la fine del Rococò e l'inizio del Neoclassicismo.

## Biografia
Nel 1753 suo padre Abraham Roentgen, che aveva fatto praticantato a Londra, nella bottega di William Gomm, emigrò in Moravia a Neuwied, vicino a Coblenza, dove fondò una fabbrica di mobili. David imparò il mestiere nella bottega del padre, e subentrò poi nell'azienda paterna nel 1772, quando entrò in una sorta società con l'orologiaio Kintzing. A quel tempo il nome della ditta era già ben noto in Francia, ma è circostanza curiosa che, sebbene egli sia sempre stato considerato come uno dei maggiori componenti del piccolo gruppo di ebanisti stranieri di intarsio che, come Jean-François Oeben e Jean-Henri Riesener, si distinsero in Francia durante gli ultimi anni dell'Ancien Régime, non cessò mai di vivere a Neuwied, dove a quanto pare, avveniva tutta la sua produzione, e si limitò soltanto ad avere un negozio, o show-room, a Parigi. La sua prima menzione appare sulla rivista dell'incisore Willerters del 30 agosto 1774:
(Da Rivista dell'incisore Willerters, Parigi 30 agosto 1774)
Roentgen fu un astuto uomo d'affari e Parigi era il centro dello stile europeo dell'epoca. La regina Maria Antonietta lo nominò suo ébéniste mechanicien (ebanista meccanico). Sembra, infatti, che egli avesse acquisito un notevole favore presso la regina, che più volte approfittò dei suoi viaggi attraverso l'Europa per incaricarlo della consegna di regali e bambole vestite secondo la moda di Parigi del momento, destinati a servire da modelli per le sarte di sua madre e delle sue sorelle.
Sembra anche che egli avesse aperto un negozio a Parigi, ma, nonostante, e forse a causa dei favori di cui godeva a corte, non tutto per lui fu rose e fiori. La potente associazione degli ebanisti gli contestò il diritto di vendere i suoi mobili, di fabbricazione straniera, a Parigi. Nel 1780, per aggirare l'ostacolo, chiese di essere ammesso, come membro, nella corporazione a cui appartenevano tutti i suoi grandi concorrenti. Da questo momento egli attirò un bel po' di attenzione con l'introduzione di un nuovo stile di intarsio, in cui luce e ombra, invece di essere rappresentati, come fino ad allora, dalla combustione del legno, fumo o incisione dei pezzi di impiallacciatura, vennero rappresentati da piccoli pezzi di legno disposti in modo da creare l'impressione della pietra dura. Si è detto che Roentgen era stato nominato ébéniste-mechanicien da Maria Antoinetta, e la nomina si spiega con la sua passione e competenza nella costruzione di mobili che incorporavano dispositivi meccanici e comparti segreti.
Gli ebanisti inglesi del tardo Settecento spesso costruivano ciò che era chiamato, con evidente allusione al suo carattere, mobili arlecchino, in particolare tavolini spogliatoio e lavabi, che si trasformavano in qualcosa d'altro, occultando i loro elementi essenziali, fino a quando non veniva azionata una leva che li faceva aprire. David divenne un maestro in questo tipo di lavoro, e senza dubbio gran parte della reputazione, altrimenti inspiegabile, di cui godeva presso i contemporanei, che era una spanna sopra quella dei suoi colleghi, si spiega con il suo genio per la meccanica. L'estensione della sua fama in questa direzione è sufficientemente indicata dal fatto che Goethe lo cita nel suo Wilhelm Meister. Egli paragona la scatola abitata dalla fata durante i suoi viaggi con il suo amante mortale, con uno dei tavolini di Roentgen, in cui tirando una moltitudine di leve e chiavistelli si mette in moto. Per un tavolo di questo tipo Luigi XVI pagò la somma di 80.000 lire. Esteriormente aveva la forma di un comò intarsiato con i simboli delle arti liberali. Come personalizzazione della scultura vi era inciso il nome di Maria Antonietta su una colonna nella quale Minerva appendeva il suo ritratto. Sopra un tripudio di ordini architettonici era un orologio musicale (opera del socio Peter Kinzing), sormontato da una cupola che rappresentava il Parnaso. L'interno di questo mobile monumentale, alto circa tre metri, era una meraviglia della meccanica di precisione, e scomparve durante il Primo Impero.
Rontgen non limitò la sua attività a Parigi o alla Francia. Viaggiò per tutta Europa accompagnato da mezzi di trasporto per i suoi mobili e senza dubbio la sua attitudine di venditore fu notevole. Aveva negozi a Berlino e San Pietroburgo, e lui stesso pare sia andato due volte in Russia. In una di queste visite vendette a Caterina II mobili per un valore di 20.000 rubli, a cui aggiunse un regalo personale di 5.000 rubli e una tabacchiera d'oro, in riconoscimento, sembrerebbe, della sua prontezza e dell'ingegno dimostrato nel costruire un secretaire con un orologio che indicava la data della vittoria navale russa sui turchi a Cheshme, notizia della quale era arrivata la sera precedente. Questa mobile si crede sia ancora presente nel Palazzo dell'Ermitage, nascondiglio di tanta arte notevole e dimenticata. Oltre alla protezione da parte della regina di Francia e dell'imperatrice di Russia, David ebbe anche quella del re di Prussia, Federico Guglielmo II, che nel 1792 lo nominò Commerzienratlf e agente commerciale per la regione del Basso Reno. La rivoluzione francese e le guerre napoleoniche, eclissarono la stella di Roentgen allo stesso modo degli altri grandi ebanisti del tempo. Nel 1793, il governo rivoluzionario, sequestrò i suoi negozi e i suoi averi in quanto straniero, e dopo tale data sembra non abbia più fatto affari a Parigi, né averla visitata. Cinque anni dopo, l'invasione di Neuwied portò alla chiusura dei suoi laboratori, la prosperità non tornò più ad arridergli e morì mezzo rovinato a Wiesbaden il 12 febbraio 1807.